# Metalloleptura gemina
Metalloleptura gemina är en skalbaggsart som beskrevs av Holzschuh 2008. Metalloleptura gemina ingår i släktet Metalloleptura och familjen långhorningar. Inga underarter finns listade i Catalogue of Life.